# John Wilhelm Hagberg
John Wilhelm Hagberg (4 de agosto de 1897 - 1 de mayo de 1970) fue un periodista, cantante y actor de nacionalidad sueca. Fue también conocido por el pseudónimo Wilhelm Arne.

## Biografía
Su nombre completo era John Wilhelm Aristarkus Hagberg, y nació en la Parroquia de Östersund, Provincia de Jämtland, Suecia, siendo sus padres el editor Johan Aron Hagberg y su esposa, Kristina Vilhelmina Ehrsson.
En sus comienzos, Hagberg trabajó como periodista del periódico Östersunds-Posten. Formó parte de un grupo de teatro aficionado, siendo descubierto por Eric Abrahamsson. Fue contratado por Ernst Rolf para trabajar en el género de la revista en 1926, llegando a ser en esos años un popular cantante de cuplé. Cuando Rolf se encontraba ausente o enfermo, Hagberg le sustituía. 
Hagberg empezó a grabar discos en 1925, participando en cerca de un total de 700 editados hasta el año 1959. En los años 1930 empezó una serie de giras en las que actuaba en lugares públicos, acompañado de artistas como Thor Modéen. 
A principios de los años 1940 se retiró de la vida pública, mudándose a la provincia de Dalarna, abriendo él y su esposa Rita una sala de baile y restaurante en Leksand.  
En la década de 1950 recuperó su carrera artística, actuando en un programa radiofónico y en varios shows televisivos. Además, cantó nuevas canciones, entre ellas Spänn ej upp paraplyt för'n det regnar, con texto propio y música de Rolf Degerman. Además, a finales de esa década trabajó en la serie de programas "Frysboxen".
Hagberg se casó por vez primera en 1940, con la cantante Elsa Hagberg (1903–1963). En 1946 volvió a casarse, esta vez con Rita Hagberg (nacida en 1925), con la que permaneció unido hasta su muerte. Además, había tenido un hijo con la actriz Elin Augusta Ekstedt (1892–1946), el director Rune Hagberg (1918–2006).
John Wilhelm Hagberg falleció en 1970 en Estocolmo, Suecia.

## Filmografía
- 1929 : Ville Andesons äventyr
- 1932 : Jag gifta mig – aldrig
- 1933 : Lördagskvällar
- 1940 : En sjöman till häst
- 1943 : Som du vill ha mej
- 1947 : ...Och efter skymning kommer mörker

## Selección de su discografía
- En liten fnurra på tråden - Sickan Carlsson, Åke Söderblom, Orquesta Odeon
- En rolig halvtimma - Thor Modéen, Orquesta de Einar Groth
- Björneborgarnas marsch – Orquesta de Olle Johnny
- En röd liten stuga - Elsa Hagberg, Orquesta de Arne Hülphers
- Hipp hurra för kronans glada gossar ur filmen Samvetsömma Adolf - Orquesta de Arne Hülphers
- I en grönmålad båt - Orquesta de Arne Hülphers
- Gör ett undantag för mej - Greta Wassberg, Orquesta Odeon
- Två små fåglar på en gren – Orquesta Fenix de Hülphers
- Bella Cascetta ur filmen En kärleksnatt vid Öresund  – Orquesta de Gustaf Egerstam
- Flottans lilla fästmö ur filmen Flottans lilla fästmö – Orquesta de Einar Groth
- Kan du vissla Johanna? - Dansorkestern Arena
- Adjöss med den - Karl Wehle, piano
- Dansen går på Svinsta skär - acordeón
- Spänn ej upp paraplyt förrän det regnar – Orquesta de Arvid Sundin
- Jämt får man skämmas för släkten – Orquesta de Olle Johnny